# امیل ژنووا
امیل ژنووا (فرانسوی: Émile Genevois‎؛ ۱ ژانویه ۱۹۱۸ – ۱۹ سپتامبر ۱۹۶۲) بازیگر اهل فرانسه بود.
از فیلم‌ها یا برنامه‌های تلویزیونی که وی در آن نقش داشته‌است می‌توان به حیوان آدم‌نما، وصیت‌نامهٔ دکتر کوردلیه، بینوایان، گوشواره‌های مادام…، ریفیفی، کلاه‌طلایی، عدالت اجرا شد، عاشقان مون‌پارناس، رئیس‌جمهور، چشمان سیاه، واحه، و باکره اشاره کرد.